# КИМ-10
КИМ-10-50 — первый советский серийный малолитражный автомобиль. За основу будущей модели был взят Ford Prefect. Из-за начала Великой Отечественной войны производство автомобилей семейства КИМ-10-50/10-52/10-51 было прервано / не состоялось, позднее вместо него стал выпускаться аналогичный, современный ему автомобиль — Москвич-400, представляющий собой воссозданный на ЗМА, по уцелевшим экземплярам, кузов Opel Kadett образца 1936 года, полученный по итогам войны.

## История

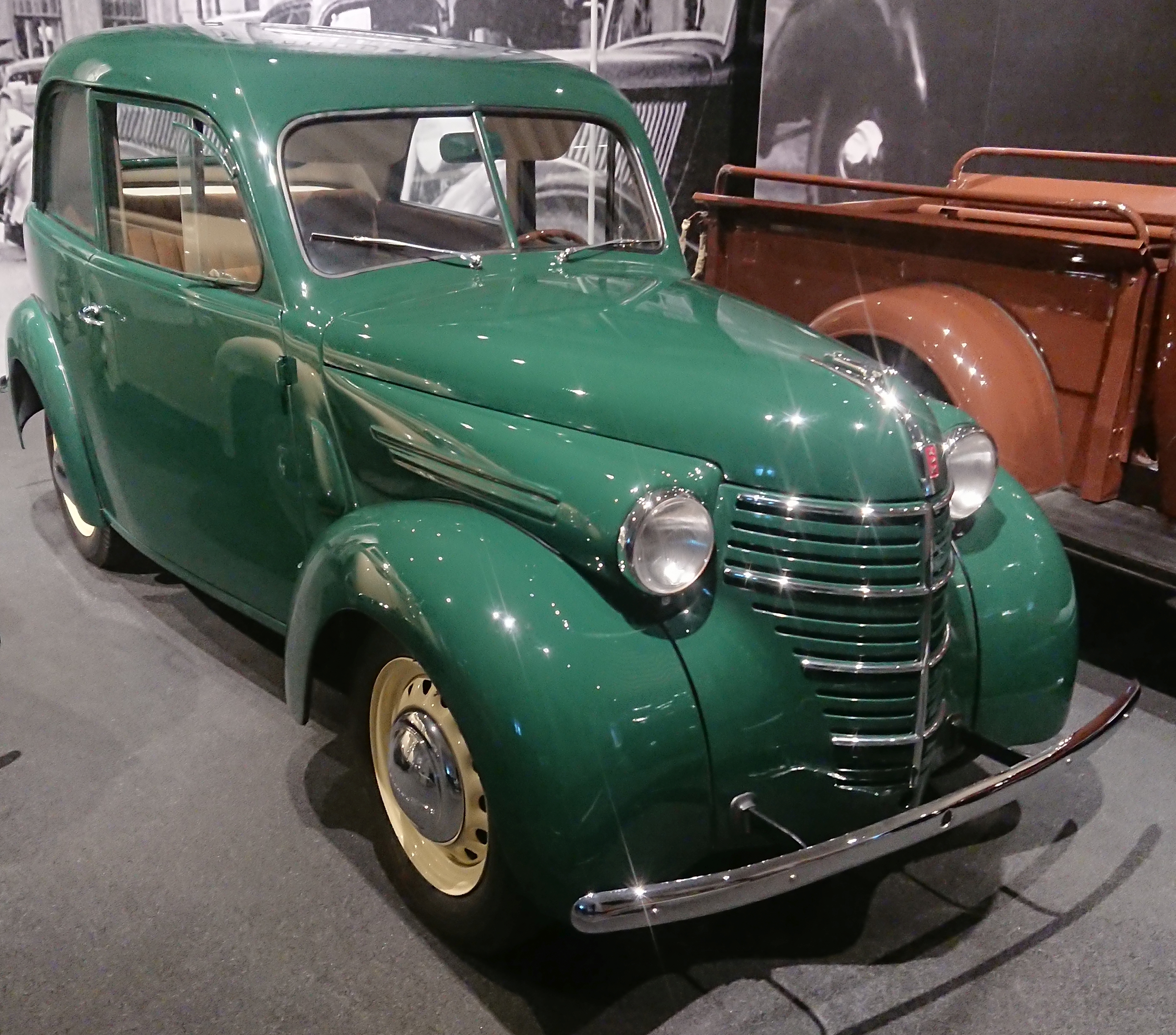
КИМ-10-50 в Музейном комплексе УГМК

В декабре 1930 года постановлением Всесоюзного автотракторного объединения Московский государственный автосборочный завод № 2, где собирались автомобили Ford Model A и Ford Model AA, стал именоваться «Государственный автосборочный завод имени КИМ». В 1933 году завод становится филиалом ГАЗа и переходит на сборку автомобилей ГАЗ-А и ГАЗ-АА. 10 января 1939 года согласно постановлению №36 СНК СССР организовывалось производство малолитражных легковых автомобилей на Московском автосборочном заводе имени КИМ. В 1939 году завод становится самостоятельной частью Глававтопрома и получает название «Московский автомобильный завод имени КИМ». Сборка грузовых автомобилей ГАЗ-АА была перенесена в Ростов на вновь созданный автосборочный завод. 
На заводе был создан конструкторский отдел во главе со специалистом НАТИ (НАМИ) А. Н. Островцевым, в котором началось проектирование малолитражного автомобиля марки КИМ-10 (в двух вариантах — седан КИМ-10-50 и фаэтон КИМ-10-51), а чуть позднее и четырёхдверный седан модели 10-52, причём в соответствии с Постановлением №197 экономического совета при Совнаркоме СССР от 5 марта 1939 года за основу была взята британская модель Ford Prefect. Во-многом Ford британского производства был скопирован, особенно это касалось двигателя, коробки передач, ходовой части. Однако кузов был существенно доработан. Задание предусматривало разработку двух кузовов: двухдверного седана и двухдверного кабриолета. Оба кузова должны были быть четырехместными. Для проектирования кузова был организован конкурс, на котором первое место заняла модель, выполненная художником Горьковского автозавода В.Я. Бродским. 
КИМ-10 задумывался как «народный автомобиль», планировалось разыгрывать его в лотерею и продавать населению. 25 апреля 1940 года были собраны три опытных экземпляра автомобиля, после чего в декабре того же года началась его серийная сборка. Вместе с тем автомобиль подвергся разгромной критике Сталиным во время смотра автомобилей в Кремле. После этого было принято решение о производство автомобиля с четырехдверным кузовом получившим индекс КИМ-10-52. Оснастку для кузовного производства двухдверных автомобилей, равно как и первые полтысячи кузовов, уже успели заказать американской фирме Budd. В дальнейшем производство кузовов предполагалось временно развернуть на ГАЗе, а поковки, рессоры и рамы должны были выпускать на ЗИСе. Однако после начала Великой Отечественной войны его производство прекратили. Всего было выпущено, по разным данным, от 381 до 398 автомобилей.
Автомобили КИМ получили типовые индексы своих моделей наподобие индексов автомобилей Горьковского автозавода имени Молотова: первая цифра (10) обозначала шасси, а вторая (50, 51, 52) модель кузова. 
Почта СССР в 1975 году выпустила почтовую марку с изображением автомобиля КИМ-10 (в серии «История отечественного автомобилестроения»).
Сегодня автомобили КИМ являются экспонатами Политехнического музея в г. Москва, а также Музейного комплекса УГМК (Свердловская область, г. Верхняя Пышма).

## Конструкция

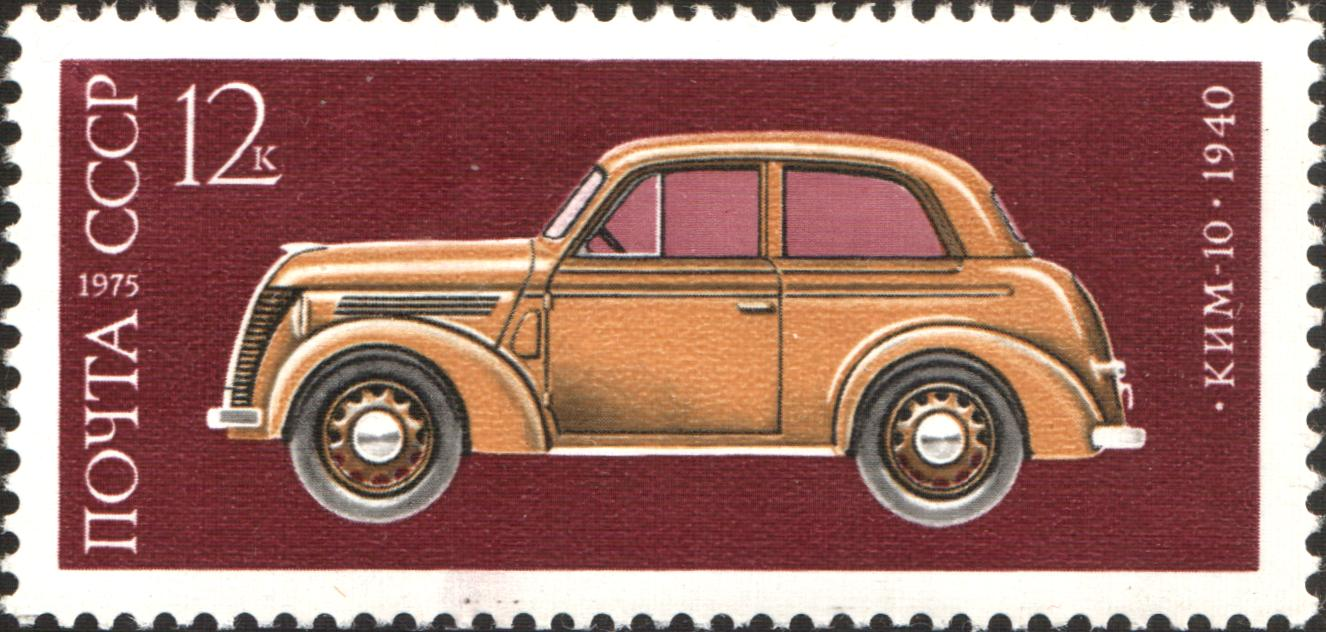
Почтовая марка СССР. 1975. Ким-10

Двигатель КИМ-10 развивал 30 л. с. Газораспределительный механизм нижнеклапанный, без регулировки клапанного зазора (как на ГАЗ-АА). Система охлаждения термосифонная, действующая за счёт перепада температур. Коробка передач — трёхступенчатая, с косозубыми шестернями постоянного зацепления и синхронизатором на второй и третьей передачах.
Кузов — цельнометаллический полунесущий, с лёгкой рамой, работающей лишь в сборе с крепившимся к ней клёпкой кузовом и служащей в основном для упрощения технологических операций по сборке автомобиля на конвейере. Толщина играющей силовую роль панели пола кузова с усилителями — 1,2 мм, центральной стойки — 1,5 мм, остальных панелей — 0,8…0,9 мм. Крыша — металлическая, отштампованная с глубокой вытяжкой (новое и передовое по тем временам техническое решение, на других советских автомобилях тех лет «скальп» крыши был матерчатым). Двери — типа Channel, с отдельными рамками стёкол из гнутого металлического профиля, что позволило облегчить конструкцию и унифицировать панели дверей на открытом и закрытом кузовах. Капот — «аллигаторного» типа, открывающийся вверх-назад. За задним диваном имелся отдельный багажник (в терминологии тех лет — «чемодан») с доступом снаружи кузова через крышку.
Подвеска — зависимая, на поперечных рессорах, с воспринимающими продольные усилия упорной вилкой спереди и упорной трубой карданной передачи сзади, амортизаторы — гидравлические рычажно-поршневые, двустороннего действия. Тормоза — на все колёса барабанные, с механическим (тросово-рычажным) приводом.